# Machacalis
Machacalis är en kommun i Brasilien.   Den ligger i delstaten Minas Gerais, i den sydöstra delen av landet, 800 km öster om huvudstaden Brasília. Antalet invånare är 6 974.
Omgivningarna runt Machacalis är huvudsakligen savann. Runt Machacalis är det glesbefolkat, med 16 invånare per kvadratkilometer.